# سكينة حسن
سكينة حسن (1896 - 1948) هي قارئة قرآن ومغنية مصرية، وأول من تلى القرآن الكريم في الإذاعة المصرية.

## حياتها ونشاتها
ولدت بقرية الروضة مركز ملوى بمحافظة المنيا سنة 1896 (يعتقد بأنها ولدت في أحد العامين 1892 أو 1896)، حفظت القران وهي في سن صغير وكانت تعاني من العمي، تتلمذ على يدها في حفظ القرآن كثير من علماء ومشايخ بلدتها والقرى المجاورة، سجلت العديد من الاسطوانيات بالإذاعة المصرية، تمتعت بصوت جميلا ولكن توقفت عن قارئة القارن بعد صدور قرار الأزهر بأن صوت المرأة عورة، توفيت عام 1948.

## مسيرتها
لم يسبق أن كان للمرأة دورًا في تلاوة القرآن الكريم في الإذاعة المصرية قديما، إلا سكينة حسن كانت أول من تلى القرآن الكريم في الإذاعة.
نالت سكينة كثيرا من الشهرة في بداية القرن العشرين في مصر، وهى أول قارئة تُسجل القران بصوتها على أسطوانات، ولمَّا أُصدرت فتوى بتحريم تلاوة المرأة للقرآن الكريم عبر الإذاعات بدعوى أن صوت المرأة عورة، اتجهت السيدة سكينة حسن إلى الغناء، والتي سجلت عدد منها كطقطوقة أحبٌ في فؤادي, وسهام عيونك, وحيرتني في جمالك, وغيرها.وبهذا تكون قد تحولت الشيخة سكينة حسن إلى المطربة سكينة حسن التي عُرف عنها أداؤها الرصين.